# Brontosaurus y la nalga del ministro
Brontosaurus y la nalga del ministro (1991) (título original en inglés: Bully for Brontosaurus) es el quinto volumen de recopilación de ensayos escritos por el paleontólogo de Harvard Stephen Jay Gould (1941-2002). Los ensayos fueron escogidos de su columna mensual "This View of Life" (Esta Vista de la Vida) de la revista Natural History, a la que Gould contribuyó durante 27 años. El está escrito mayormente lenguaje discursivo. Los artículos abarcan muchos temas diferentes: la evolución y su enseñanza tanto histórica como contemporánea, el creacionismo, la historia de la ciencia, la epistemología y la teoría de la probabilidad.
En el prólogo Gould reconoce que su método favorito de escritura del género articular es "comenzar con algo pequeño y curioso y luego trabajar hacia afuera y hacia adelante por una red de conexiones laterales". En el ensayo sobre el papel del azar en la historia y en la teoría de la evolución, comienza con Andrew Jackson en la Batalla de Nueva Orleans para enlazar con la gran revolución cultural de Charles Darwin a través del glúteo izquierdo del estadista británico George Canning (que fue perforado por una bala durante un duelo con el vizconde Castlereagh), artículo que da título al libro en su edición en España.
El ensayo que da título a la obra en inglés (Bully for Brontosaurus) habla sobre la teoría e historia de la taxonomía, examinando el debate sobre si la especie Brontosaurus tendría que haber sido etiquetado como Apatosaurus. En "Justice Scalia's Misunderstanding" (La equivocación del juez Scalia), Gould disecciona y argumenta de manera efectiva en contra de la disensión del juez Antonin Scalia en el fallo de la Corte Suprema de los Estados Unidos en el caso Edwards v. Aguillard que revocaba el último estatuto creacionista en el país. Dentro de los aspéctos técnicos de la evolución, Gould apoya y divulga la hipótesis de que la evolución es impulsada por contingencia y la improbabilidad.
Gould considera su ensayo favorito el titulado "In a Jumbled Drawer" (En un cajón desordenado) en el que relata el debate entre Nathaniel Shaler y William James sobre que la improbabilidad de nuestra evolución hace necesaria la intervención divina (Gould, como James, argumenta que no); el ensayo incluye una carta del expresidente Jimmy Carter como posdata, en la que el mandatario habla de este asunto.
El ensayo "Male Nipples and Clitoral Ripples" (Pezones masculinos y ondas clitorídeas) trata el asunto de los argumentos adaptativos en la selección natural. Deriva de un trabajo de Elisabeth Lloyd, cuyo subsiguiente libro de 2005 estuvo dedicado a Gould, y utiliza el caso del orgasmo femenino para extenderse sobre el tema de la adaptación con mayor profundidad y amplitud.